# Caroline Cuénod
Pour les articles homonymes, voir Cuénod.
Caroline Cuénod (née en 1980 à Nyon) est une réalisatrice binationale suisse et danoise.
Caroline Cuénod est titulaire d'une licence en histoire de l'Université de Genève depuis 2006. Depuis lors, elle travaille en tant que réalisatrice. En 2012, elle obtient un Master en réalisation de la Haute École d'art et de design Genève et de l'École cantonale d'art de Lausanne. En 2018, elle sort le documentaire L’Île sans rivages.

## Filmographie
- 2006 : Le Panoptique, une prison modèle
- 2010 : La Nostalgie des autres
- 2011 : Pièces à rêverie et autres convictions
- 2013 : Des yeux partout
- 2018 : L’Île sans rivages

## Crédit d'auteurs
- (de) Cet article est partiellement ou en totalité issu de l’article de Wikipédia en allemand intitulé « Caroline Cuénod » (voir la liste des auteurs).